# 银喉长尾山雀
银喉长尾山雀（学名：Aegithalos glaucogularis）为长尾山雀科长尾山雀属的鸟类，是中国的特有物种，分布于华北、华中及华东地区，向西分布至甘肃中部、青海东部、四川中部和云南西北部等地，该物种的模式产地在上海。银喉长尾山雀原为北长尾山雀的两个亚种，拆分前的中文名亦为「银喉长尾山雀」。

## 历史
1854 年 6 月 27 日，英国博物学家弗雷德里克·摩尔在伦敦动物学会的一次会议上宣读了关于该物种的论文。英国鸟类学家约翰·古尔德随后将银喉长尾山雀纳入他的《亚洲鸟类》(The Birds of Asia)一书中，并引用了摩尔的论文。 古尔德使用了摩尔的种加词但归为不同的属，其双名法名称为Mecistura glaucogularis，并指定模式产地为上海。由于古尔德的作品实际上在动物学会会刊出版之前出版，根据《国际动物命名法规》，古尔德的发表具有优先权。glaucogularis这个种加词的词源为拉丁语glaucus（灰白色）和新拉丁语gularis（喉部的）的结合。

## 分类
银喉长尾山雀原为的长江亚种（学名：A. c. glaucogularis）和华北亚种（学名：A. c. vinaceus），根据形态特征及分子生物学等差异拆分为独立物种。拆分前的中文名为银喉长尾山雀，拆分后，继承中文名称为银喉长尾山雀，中文名为北长尾山雀。

### 亚种
银喉长尾山雀有以下2个亚种：
- 银喉长尾山雀长江亚种（指名亚种）（学名： (Gould, 1855)），分布于华中及华东地区，包括山西南部、陕西秦岭地区、河南南部、湖北、湖南、安徽黄山，浙江，江苏和上海等地，为留鸟[2][4]
- 银喉长尾山雀华北亚种（学名： (Verreaux, J, 1871)），分布于河北、山东、山西、内蒙古、辽宁，向西分布至甘肃中部、青海东部、四川中部和云南西北部，为留鸟[3][4]

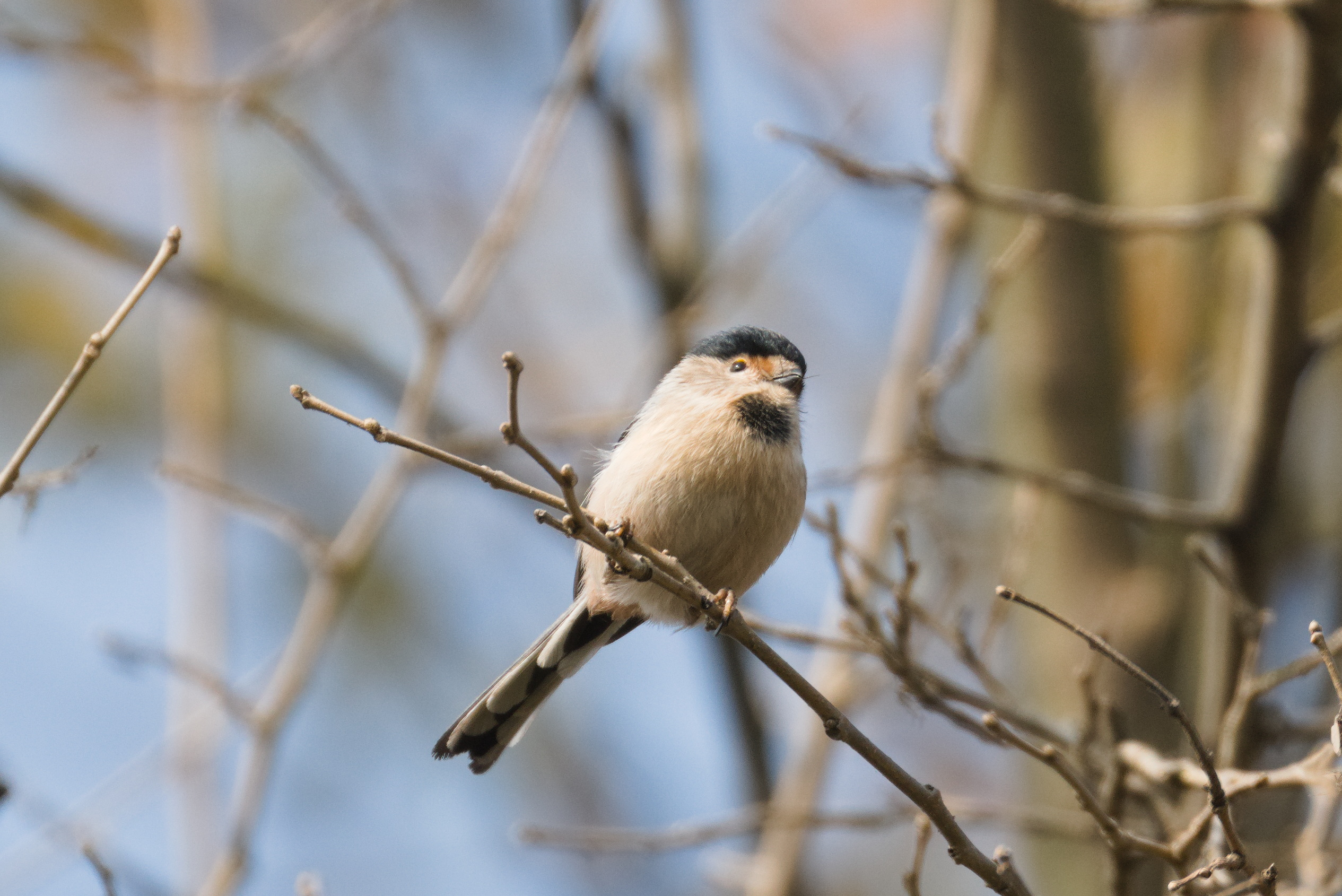
长江亚种（学名：A. g. glaucogularis），摄于湖北鄂州